# Tombolo
Pour les articles homonymes, voir Tombolo (homonymie).

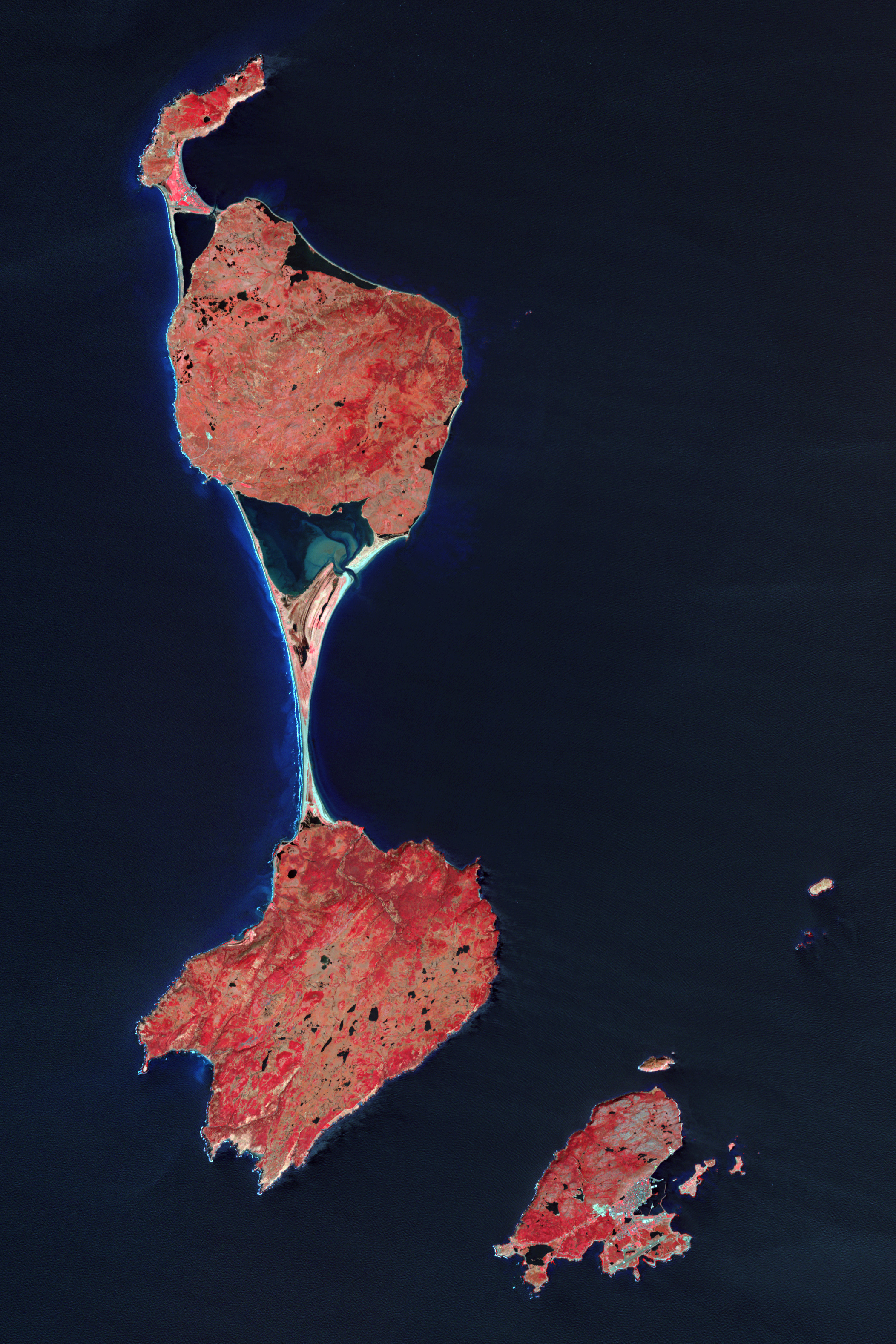
Saint-Pierre-et-Miquelon, réunion de trois îles par des tombolos, mis en place à la fin du XVIIIe siècle entre Grande Miquelon et Langlade (image Nasa, 2009 en fausses couleurs)

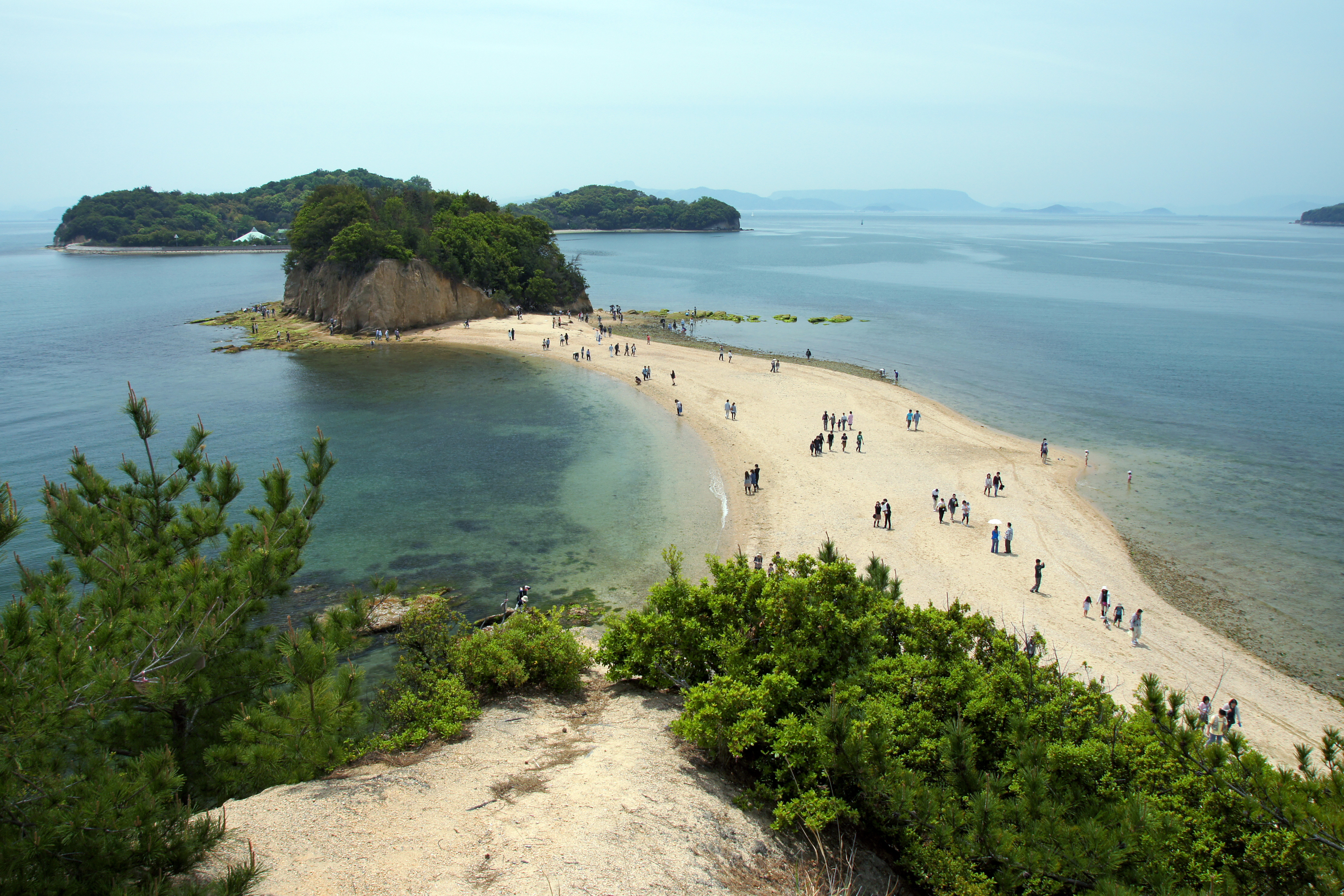
Route des Anges de l'île Shōdo, Tonoshō, préfecture de Kagawa, au Japon (34° 28′ 41,60″ N, 134° 11′ 20,66″ E)

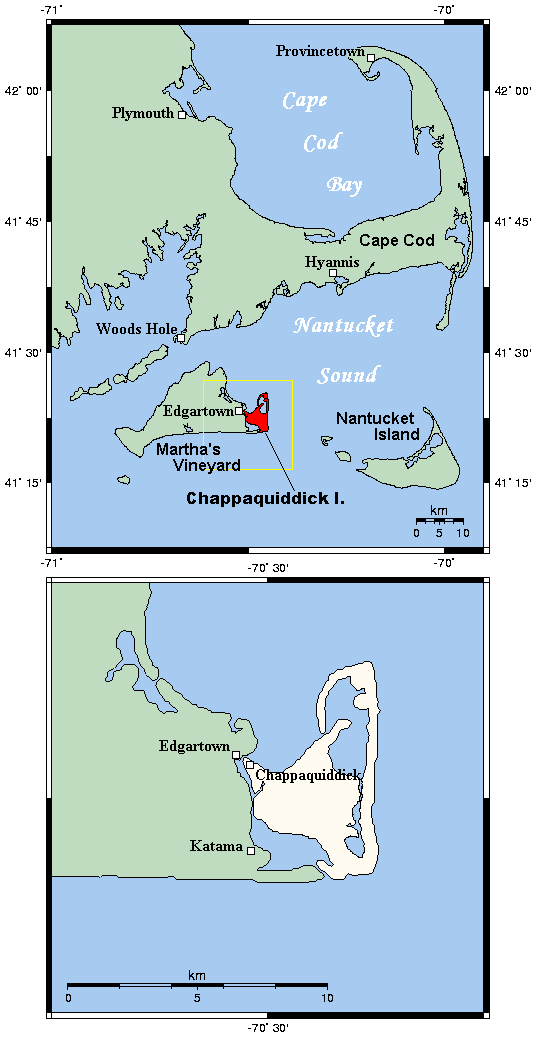
Isthmes, flèches, tombolos de Cap Cod, Massachusetts

Un tombolo est un cordon littoral de sédiments reliant une île à un continent, deux îles, ou plus généralement deux étendues terrestres. Un marais maritime (naturel ou aménagé) est souvent associé à la mise en place du tombolo. Tombolo est un terme géomorphologique concernant un cordon littoral entre une île ou un îlot et la côte (continent ou une autre île). Le dépôt sédimentaire (sableux ou graveleux) est généralement mis en place par la diffraction du train de vagues due à l'île : celle-ci protège la zone située entre elle et l'autre étendue terrestre, provoquant le dépôt des sédiments à l'endroit où les vagues se rencontrent.
Dans ce contexte, un tombolo est un isthme sableux.
On parle de tombolo simple dans le cas d'un cordon littoral unique, de tombolo double dans le cas de deux cordons littoraux entre lesquels se trouve généralement une lagune (parfois devenue étang), par exemple la Presqu'île de Giens.

## Étymologie
« Tombolo » est un terme géomorphologique utilisé par les géographes (géomorphologues, océanographes, etc.).
Gulliver, géographe anglais, propose en 1899 de généraliser l'emploi du terme italien tombolo — « langue de sable qui s'avance dans la mer ». Le mot proviendrait du latin tumulus (« tombeau »), tumba (« tombe ») qui avait pris en latin médiéval le sens de « terrain surélevé en zone marécageuse ».

## Formation
Les cordons littoraux soudés au littoral par une de leurs extrémités sont des flèches littorales de sable ou de galets de forme allongée avec une pointe libre. Une pointe libre qui s'accroche à une île qu'elle relie au continent par sa langue de sable ou de galets constitue un tombolo ; les tombolos peuvent être simples ou multiples. Le tombolo est souvent perpendiculaire à la ligne générale du trait de côte.
Chaque fois que la quantité des sédiments  disponibles sur le rivage dépasse le volume des sédiments que les vagues et les courants littoraux peuvent déplacer par la dérive littorale, le processus d'accumulation (ensablement) l'emporte sur celui de l'érosion.

### Houle et dérive littorale
Lorsque la réfraction et la diffraction de la houle correspondent à un affaiblissement de l'énergie des vagues et que la dérive littorale est suffisamment forte pour apporter une large quantité de matériaux, des plages ou des cordons littoraux se forment.
L'île constitue un obstacle qui amortit les vagues, ce qui ralentit la dérive littorale, et produit un ensablement.

### Contexte lacustre et fluvial
Un tombolo pourrait aussi être créé par une rivière : au sortir de gorges pour pénétrer dans une plaine, l’énergie du courant chute brutalement et un cordon de sédiments (alluvions ou galets selon la rivière) se dépose, en forme d’arc. Ainsi, à Quinson, à la sortie des gorges du Verdon, la forme pourrait être par analogie comparée à un tombolo.

## Morphologie et histoire
La combinaison de processus dynamiques naturels et anthropiques dans les processus de sédimentation d'un tombolo est souvent à l'origine des paysages actuels.

### Impacts de l'homme
Les impacts anthropiques relèvent d'une construction (chaussée, poldérisation, urbanisation), d'opérations de protection du littoral, de modifications involontaires (bouleversements du stock sédimentaire, etc.) :
- à Tyr (Liban), il y a 6 000 ans, le niveau de la mer se stabilisant et d'importants flux sédimentaires permettant l'accumulation de fonds sableux (accrétion), une ébauche de tombolo se met en place (proto-tombolo) sous le niveau de la mer à l'époque d'Alexandre le Grand (IVe siècle av. J.-C.), la part érosive des versants est déjà à cette époque le fait de la déforestation du bassin méditerranéen. À l'époque hellénistique, la construction d'une chaussée consolide l'installation de la forme littorale[5],[6];
- le développement d'Alexandrie: la (Dynastie des Ptolémées) décide de la construction d'un phare à l'extrémité orientale de l'île de Pharos reliée au continent par une chaussée[7], l'heptastade[8] qui par élargissements successifs, sédimentation et épirogenèse forme l'isthme de Mansheya[9],[10],[11],[12] ;
- en 1480, une tempête aurait rompu l'isthme du Pont d'Adam, créant un archipel entre l'Inde et le Sri Lanka. Le Rāmāyana, évoque le pont de Rāma, construit par le dieu pour rejoindre l'île de Lanka où son épouse Sitā était retenue prisonnière par le roi démon Rāvana. Les Britanniques entreprennent la construction du pont d'Adam (Adam's bridge) en 1838 pour améliorer la navigation entre les bancs de sable. En 2001, un projet de chenal est élaboré à l'instar de celui de 1860 ;
- d'autres constructions peuvent être à l'origine de la création d'un tombolo par modifications du stock sédimentaire qui transite localement  :
  - la voie du Mont Saint-Michel,
- le double tombolo entre île et continent de la presqu'île de Giens permet entre les deux cordons littoraux, l'installation d'une zone humide saumâtre, exploitée pour le sel dès l'Antiquité jusqu'à l'arrêt de l'exploitation par la Compagnie des Salins du Midi ;
- la lutte contre l'érosion marine (remontée du niveau marin en raison des modifications climatiques) peut conduire à la « consolidation » du littoral comme pour le tombolo de Ma Shi Chau, à Hong Kong ;
- la lutte contre l’érosion marine dans la banlieue Nord de Tunis a impliqué une série de tombolos : les épis, les brise-lames ont presque toujours permis la formation de tombolos mais ceux-ci ont évolué en sols compactés et salés colonisés par des plantes halophiles infestées de moustiques, couverts et transformés en terre battue, parfois utilisés comme aire de parking ou encore comblés par des accumulations de sédiments fins et des feuilles de posidonies dégageant des odeurs considérées comme une forme de nuisance, enfin, certains, obstacles à la dérive littorale par laquelle transite le stock sédimentaire, ont participé au recul des plages[13].

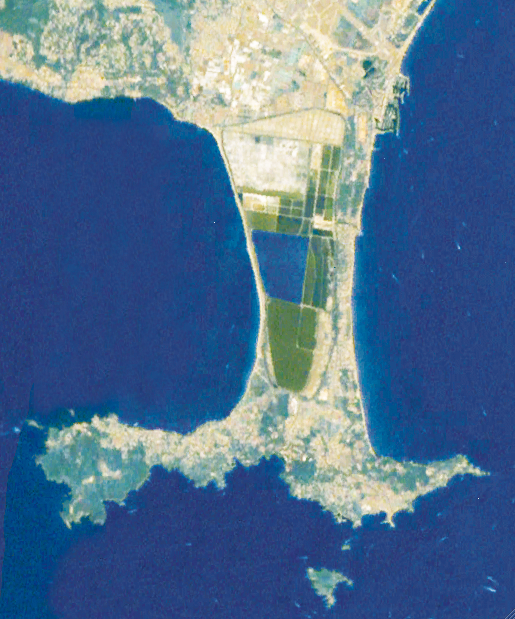
Presqu'île de Giens, double tombolo entre île et continent, France (image satellitale).
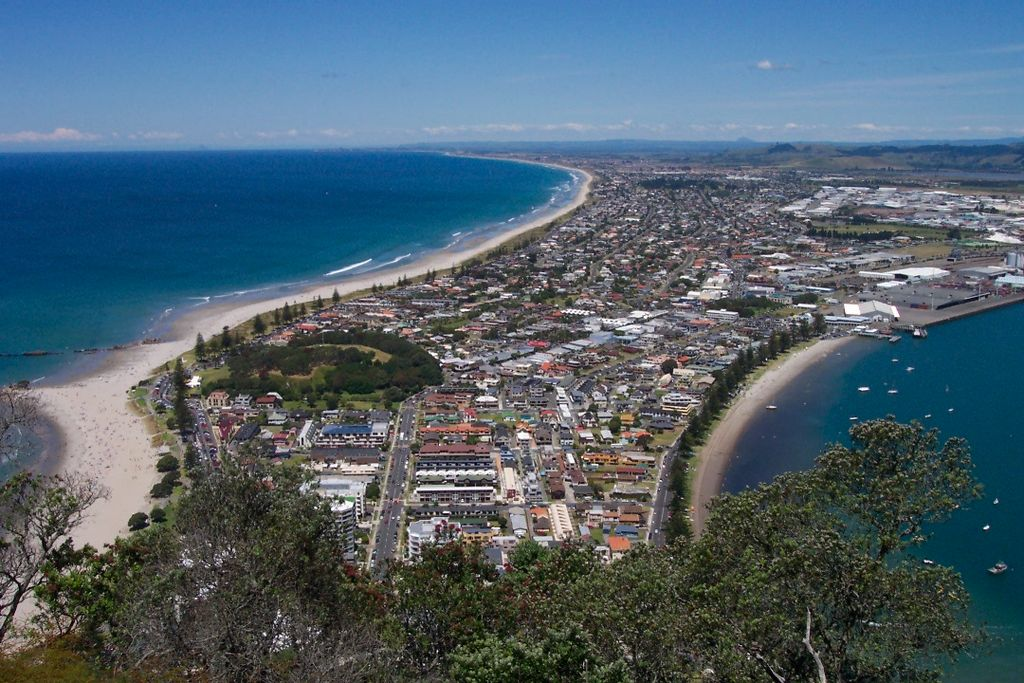
Tombolo totalement urbanisé de Mt Maunganui, Nouvelle-Zélande.
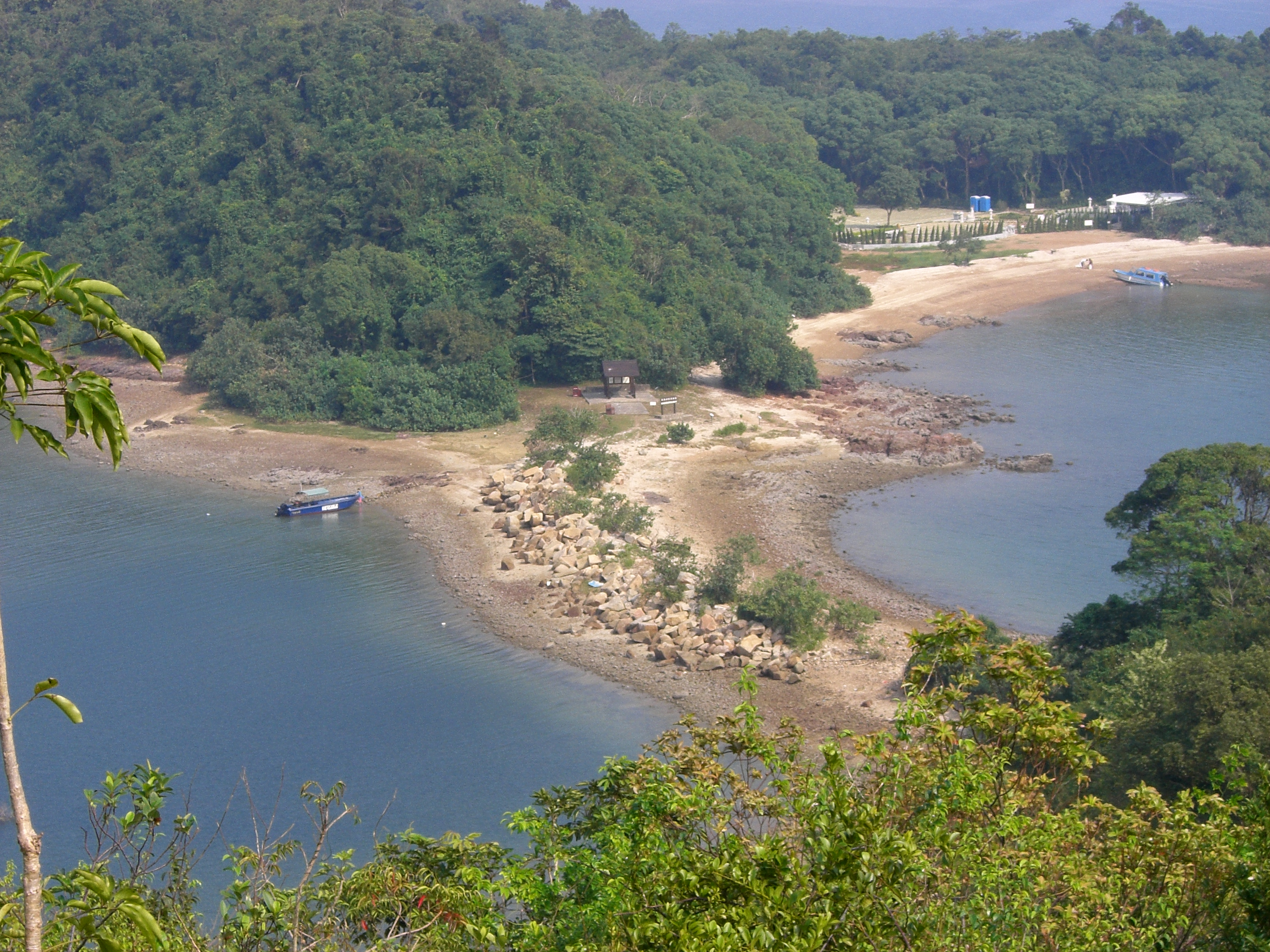
Enrochement pour maintenir la cohésion du tombolo de Ma Shi Chau, Hong Kong.
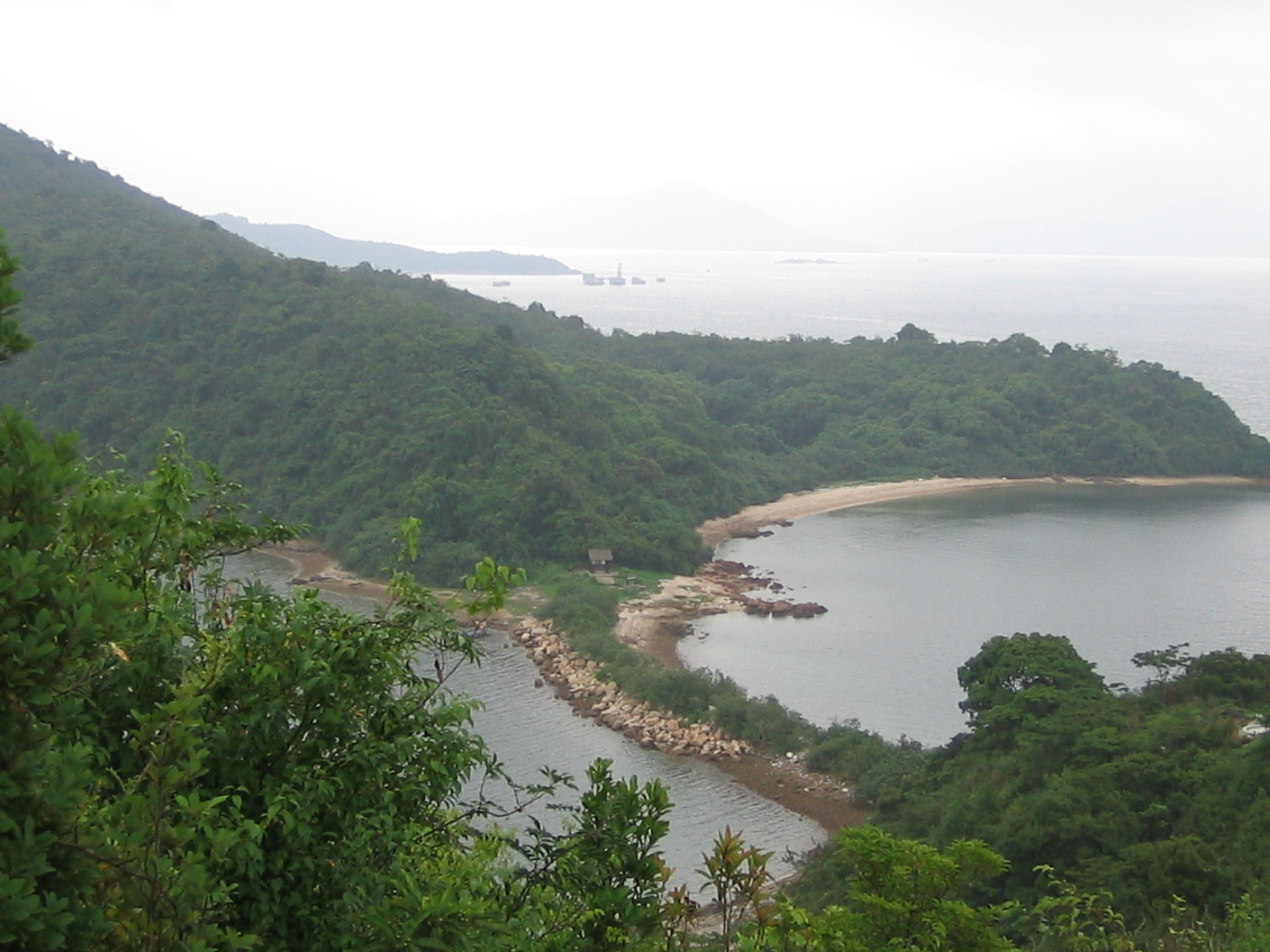
Évolution du tombolo de Ma Shi Chau.

### Tombolos remarquables
Afrique
- Égypte : île de Pharos
- Tunisie : Carthage
- Sénégal : Dakar
- Mauritanie : Jerf el Oustani-Ras el Sass, Banc d’Arguin[14]

Amérique

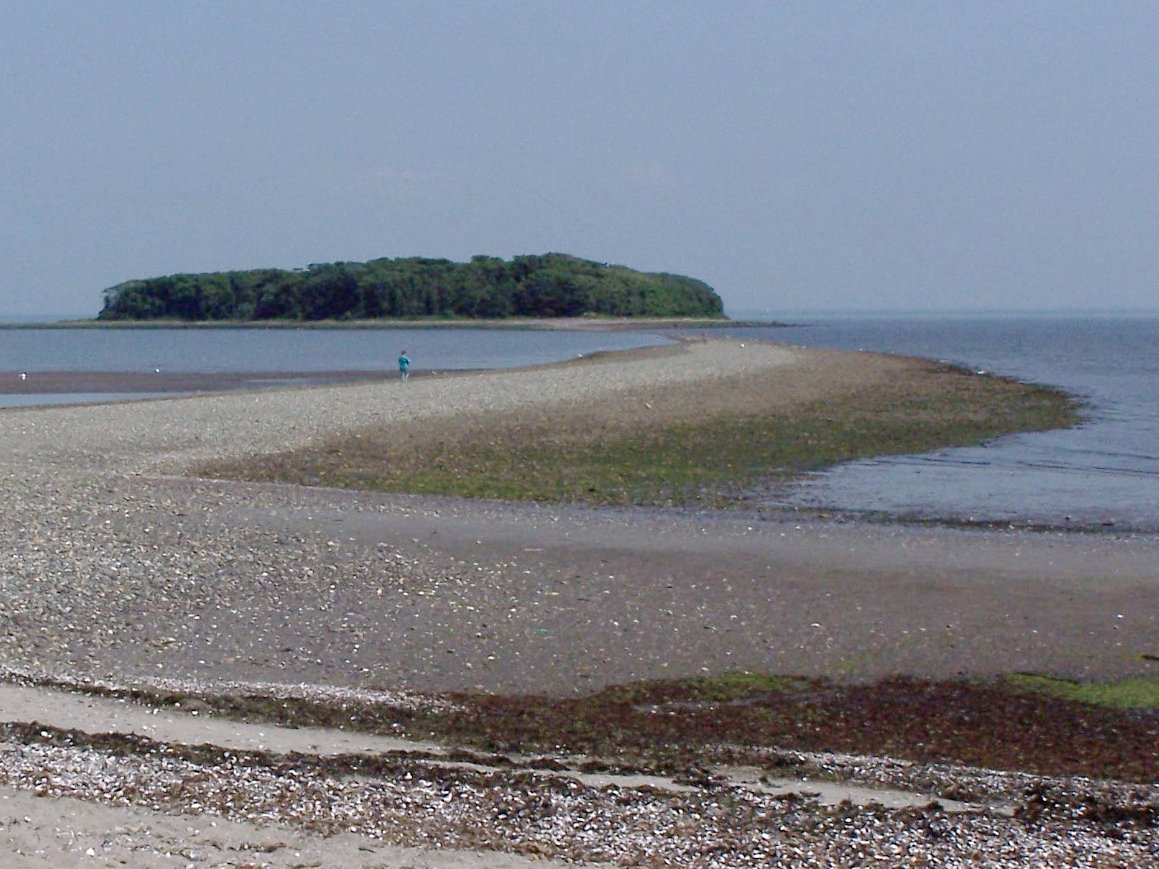
Tombolo dégagé à marée basse de Charles Island (Connecticut)
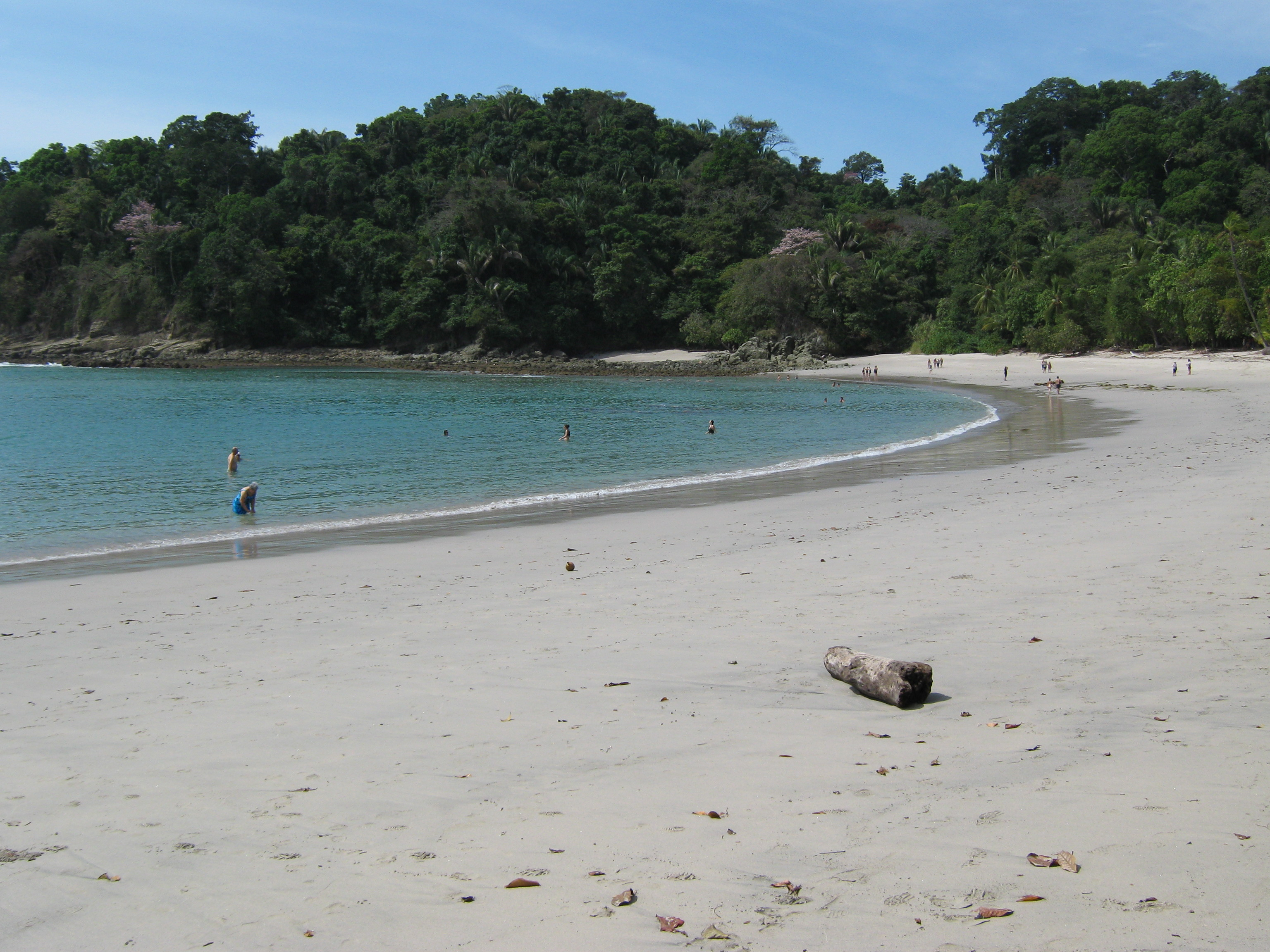
Pointe Cathédrale et tombolo, parc national Manuel Antonio, Costa Rica
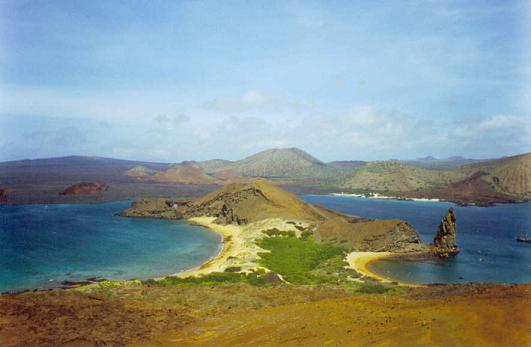
Tombolo de l'île Bartolomé, Galapagos : isthme renforcé par un petit massif dunaire

- Canada 
  - l'île de Stockton est reliée à un îlot du lac Supérieur par un tombolo en contexte lacustre (Ashland County) ,
  - les îles de la Madeleine reliées par des tombolos avec des dunes (Québec)[15],
  - la baie du Haha, parc national du Bic, Bas-Saint-Laurent : deux tombolos se mettent en place au début de la transgression laurentienne (vers 6-7000 ans)[16],
  - Parc provincial Presqu'île, Ontario
- Costa Rica
  - Parc national marin Ballena (Punta Uvita)
  - Parc national Manuel Antonio
- Saint-Pierre-et-Miquelon : Miquelon et Langlade[17]
- États-Unis 
  - Île Chappaquiddick, Martha's Vineyard, Massachusetts
  - Île Charles, Connecticut
  - Nahant, Massachusetts
- Caraïbes  
  - Palisadoes, Jamaïque
  - Kingston, Jamaïque
  - Sainte-Marie, côte NE de la Martinique[18]

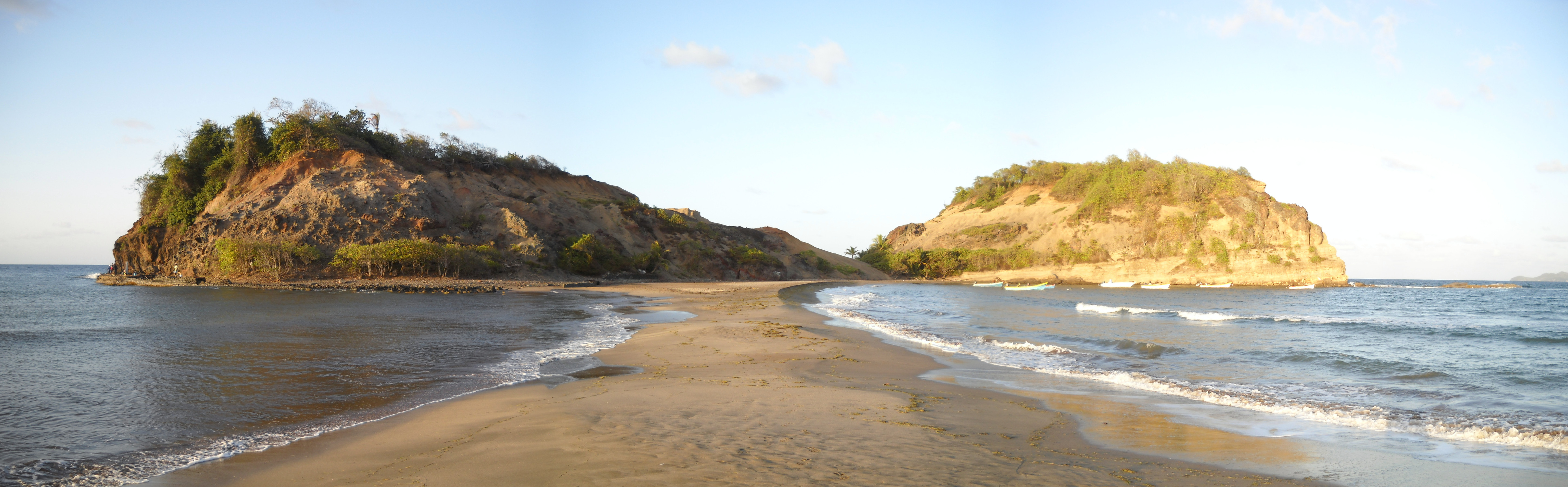
Tombolo Sainte-Marie, Martinique
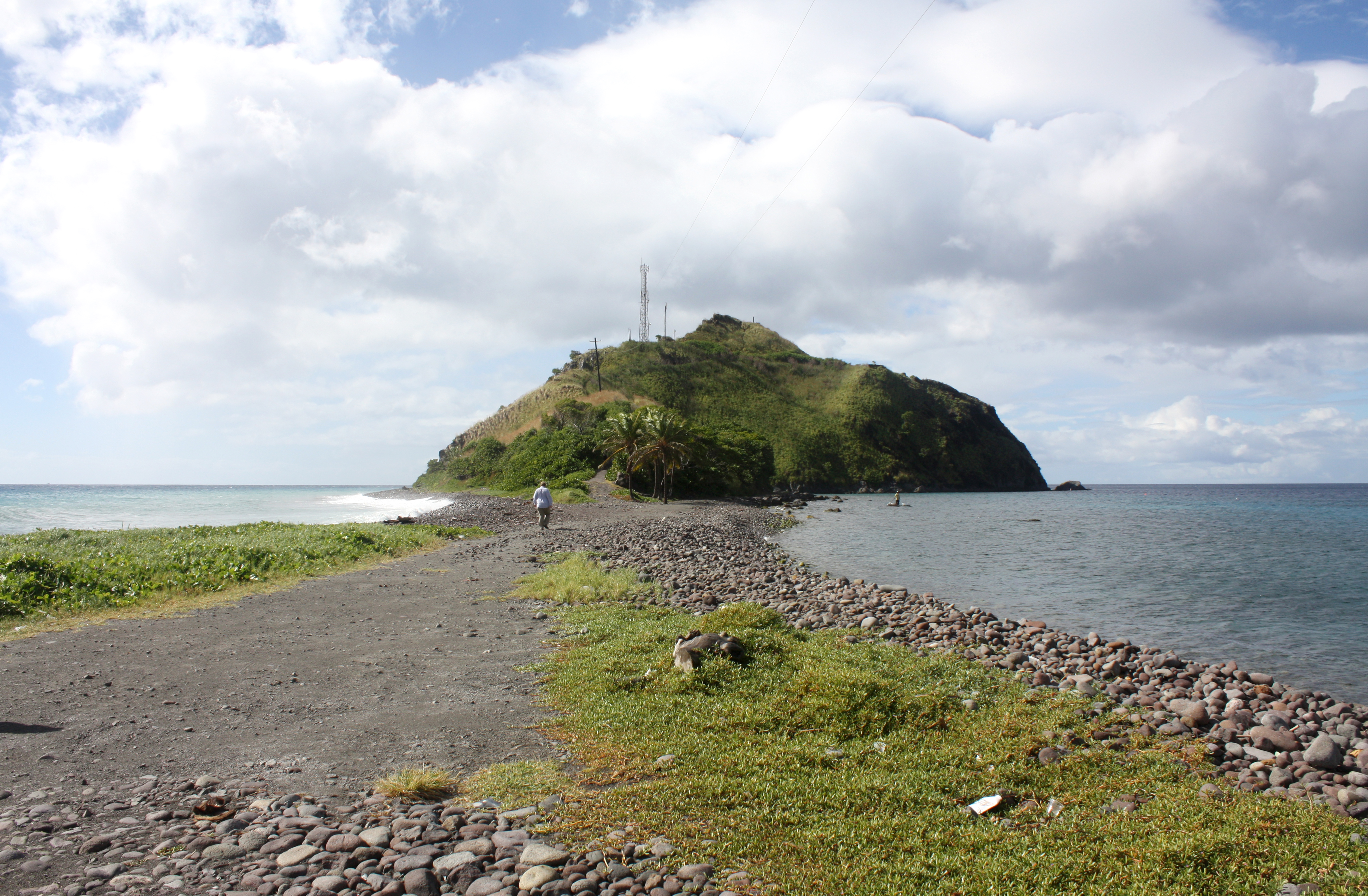
Scotts Head, Dominique
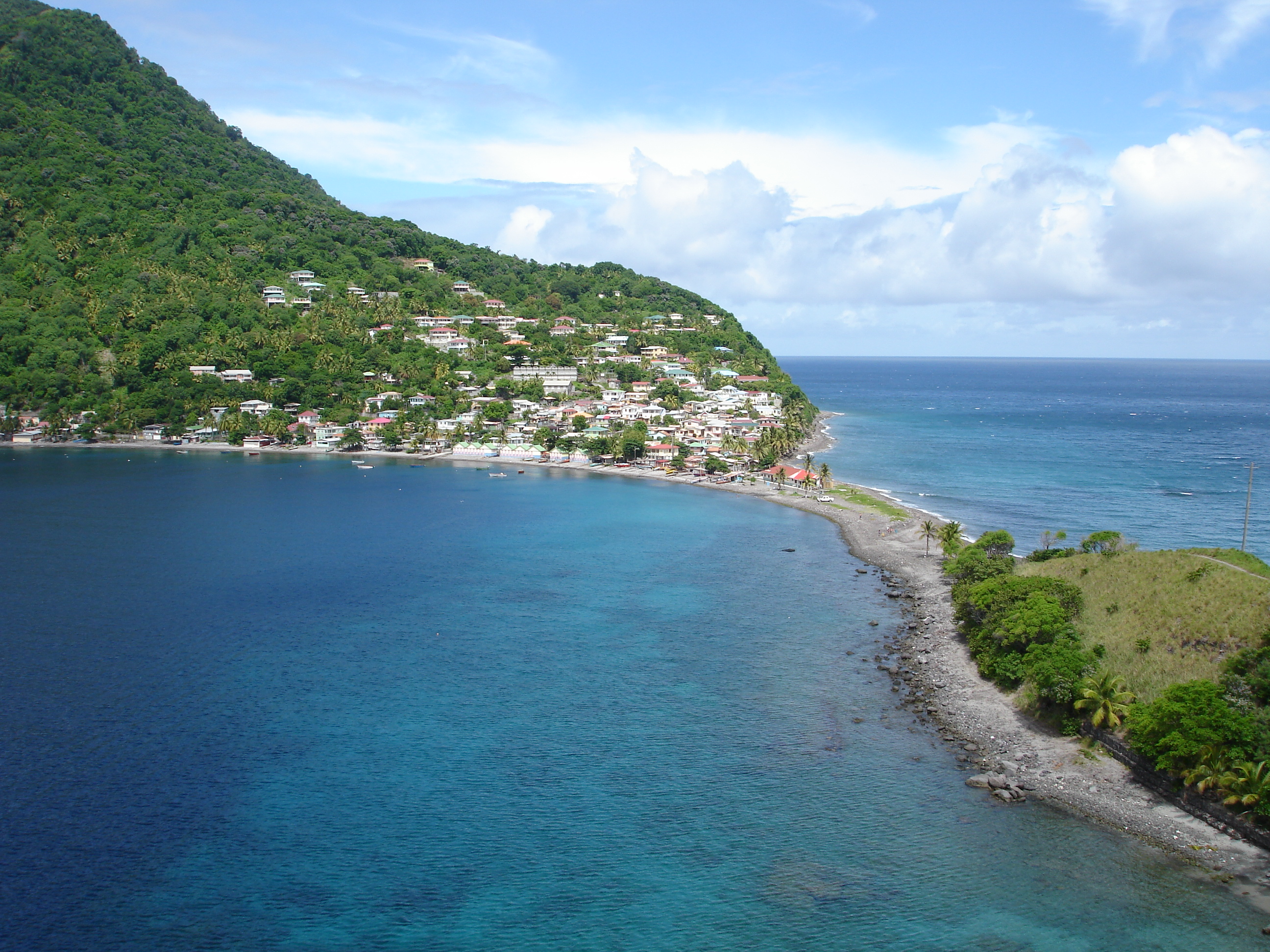
Scotts Head, Soufrière bay, Dominique

Asie
- Chine
  - Hong Kong : Cheung Chau

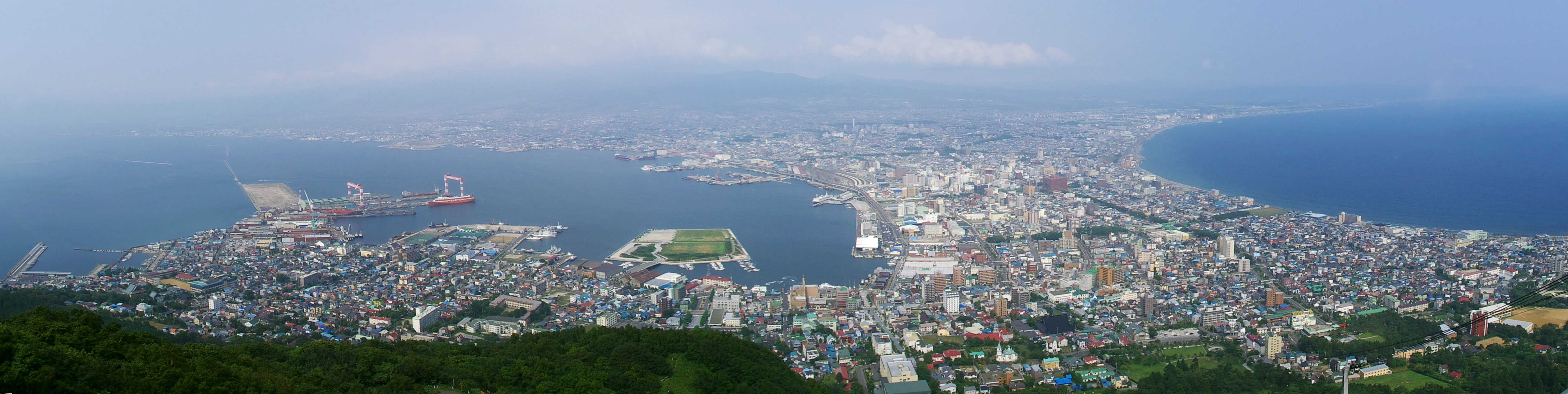
Tombolo de Hakodate depuis le Mt. Hakodate, Hokkaidō
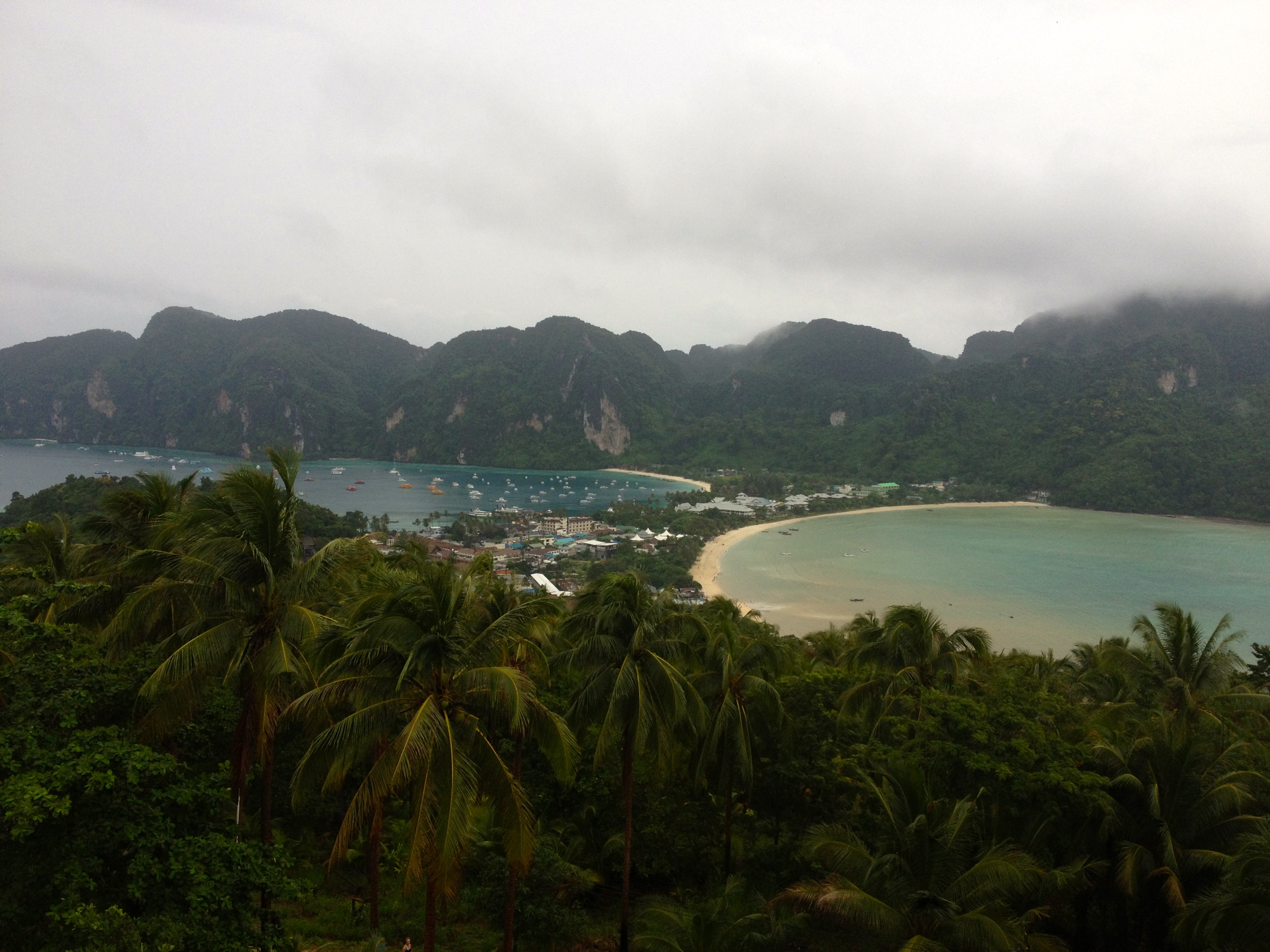
Tombolo de l'ile de Koh Phi Phi Don dans la mer d'Andaman en Thaïlande.

- Japon 
  - Amanohashidate : tombolo considéré par les Japonais comme dessinant « un dragon qui crache du feu »
  - Hakodate, Hokkaidō : large tombolo totalement urbanisé
  - Miyazu, préfecture de Kyoto
- Thaïlande : île de Koh Phi Phi Don, tombolo ayant subi le tsunami de 2004 Le tsunami du 26/12/2004 à Koh Phi Phi Don
- Liban : Tyr
- Pakistan : Gwadar
- La presqu'île d'Ibn Hani (Syrie) : un bel exemple de rattachement récent d'un îlot rocheux au continent par une double flèche sableuse,
- Yémen : isthme d'Aden

Europe
- Espagne 
  - Cadix, n'est pas un tombolo mais une flèche de sable qui rejoint une île
  - Peniscola
  - Trafalgar et la plage de los Caños de Meca
- France 
  - Presqu'île du Croisic (tombolo simple de La Baule)
  - îlot Saint-Michel, Côtes-d'Armor
  - Sarzeau[réf. souhaitée], Morbihan
  - Baden, Morbihan, tombolo des Sept Îles
  - Saint-Pierre-Quiberon, Grand site Gâvres-Quiberon, Presqu'île de Quiberon, Morbihan : tombolo simple
  - La Trinité-sur-Mer, Morbihan, Tombolo du Men Du
  - Presqu'île de Giens, tombolo double[19],[20]: un bilan sédimentaire globalement positif mais dépendant du bon état de l'herbier à Posidonies[21],[22]
  - Cap Taillat ou Cap Cartaya , presqu'île de Saint Tropez
  - Entre l'île Saint-Nicolas et l'île de Bananec dans l'archipel des Glénan, Bretagne
  - La passe aux Bœufs entre Port-des-Barques et l'île Madame en Charente-Maritime
- Grèce 
  - Monemvasia, Laconie, côte Est du Péloponnèse, le « tombolo artificiel » est occupé par une chaussée de 200 m de long
- Italie 
  - Monte Argentario est relié à la terre par un des rares double tombolo du monde. L'un des tombolo est habité et cultivé, l'autre boisé. Au centre un isthme en partie artificiel accueille la cité d'Orbetello, Toscane. Celui-ci est lui-même relié à Monte Argentario par un pont sur digue artificielle. Ce pont forme un troisième tombolo artificiel.
- Irlande 
  - Howth Head, Dublin
  - Maharees, péninsule de Dingle
- Royaume-Uni 
  - Dungeness, Kent : deux dérives littorales en sens opposé constituent un saillant triangulaire
  - Chesil Beach, Weymouth bay, Dorset, Angleterre : la plage de Chesil se prolonge sur 28 km par un tombolo qui la relie à l'île de Portland
  - Dawlish warren, Devon, Angleterre
  - Kettla Ness, Burra Ouest et Burra Est, Shetland, Écosse
  - Langness, Castletown Bay, île de Man, Angleterre
  - Llandudno, pays de Galles, Royaume-Uni
  - St Ninian's Isle, Shetland, Écosse
  - Yei of Huney, Huney, Shetland, Écosse
  - la baie de Donegal est parsemée de collines, formant îles et presqu'îles (tombolos), ces collines sont des drumlins, héritage de dépôts glaciaires liés ensuite par des cordons sédimentaires holocènes,

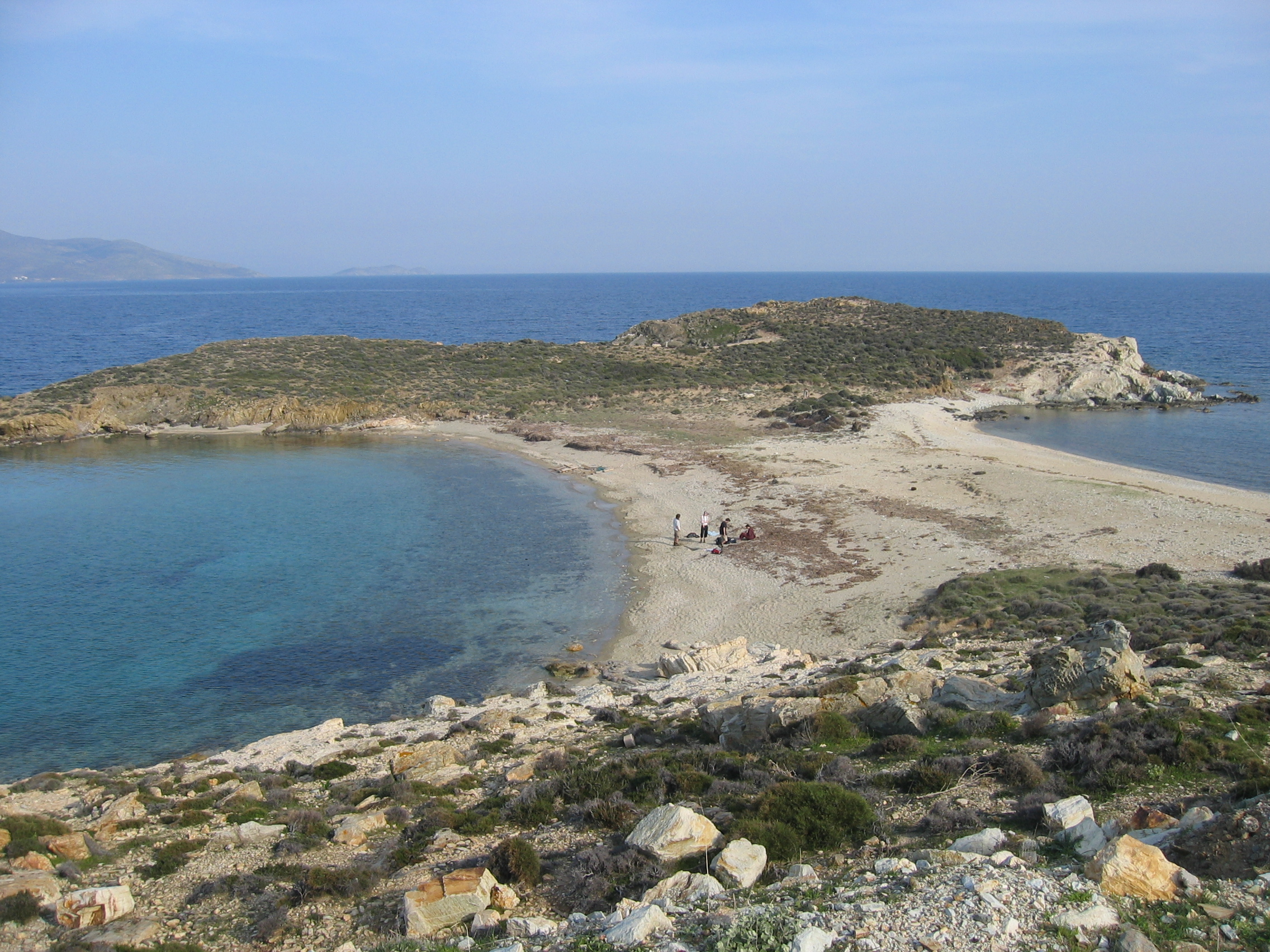
Tombolo du cap Paximadhi, Sud d'Eubée, Grèce
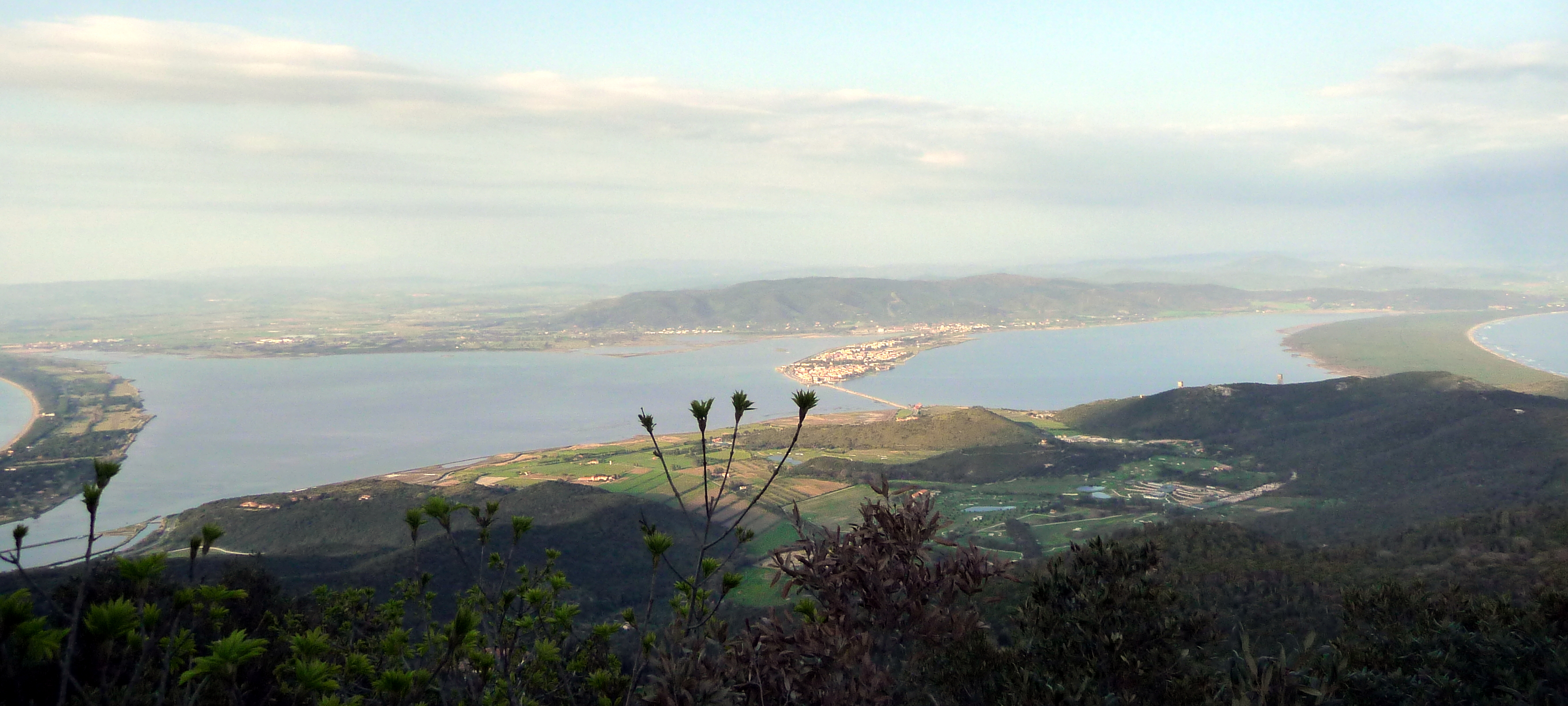
Double tombolo de Monte Argentario,Toscane, Italie
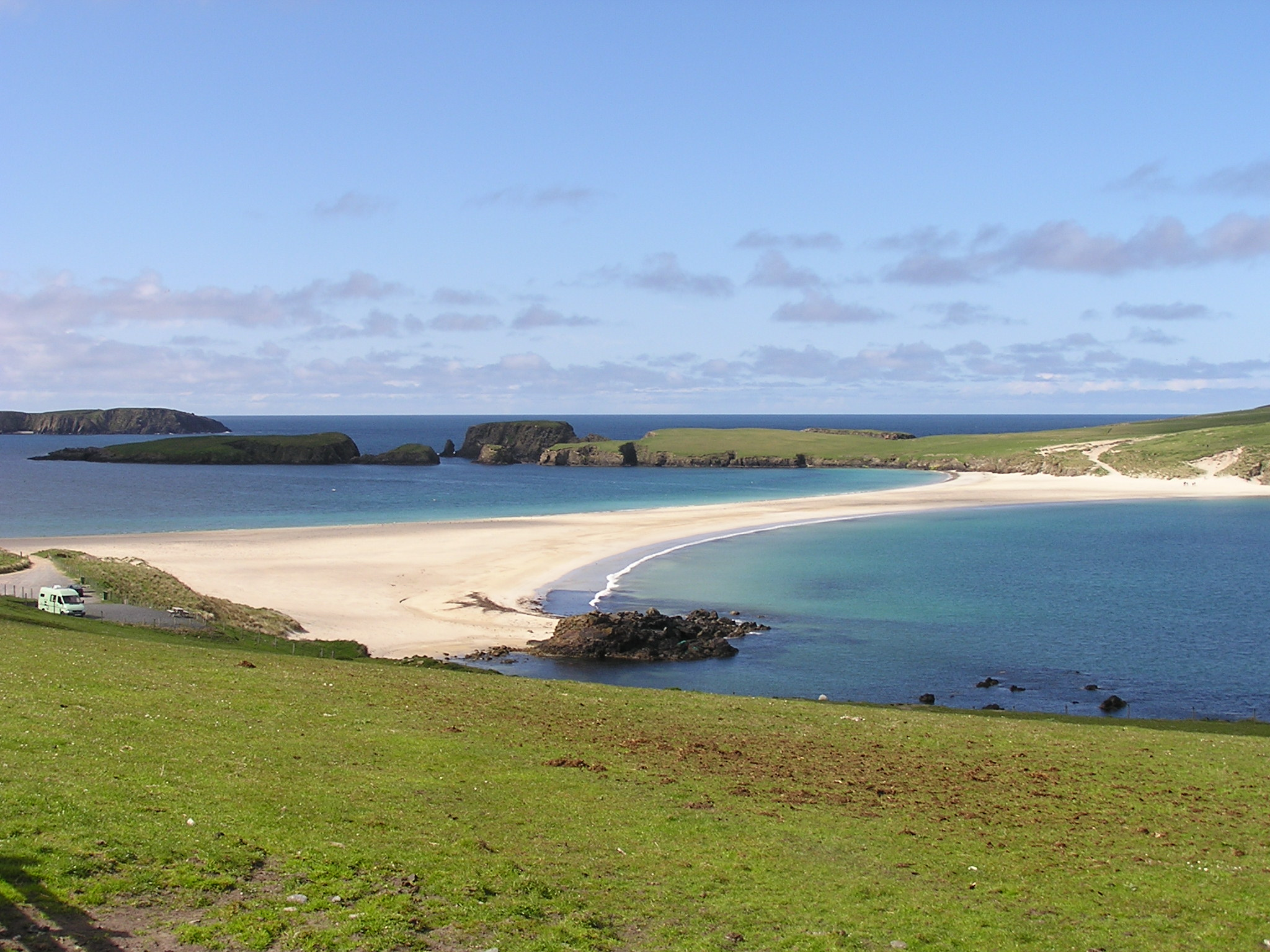
St Ninians : île, tombolo, île principale et îlots, Shetland
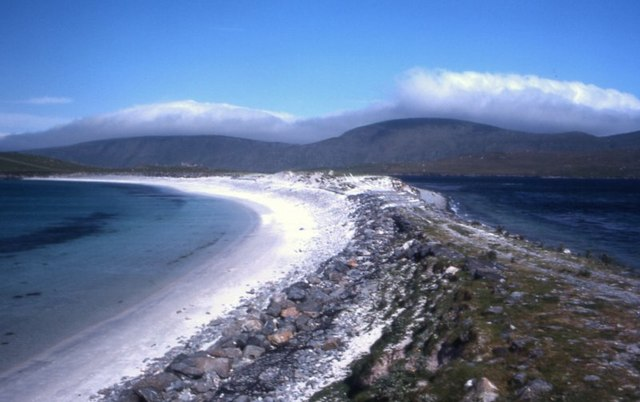
Isthme de West Burra, Shetland, Écosse

Océanie

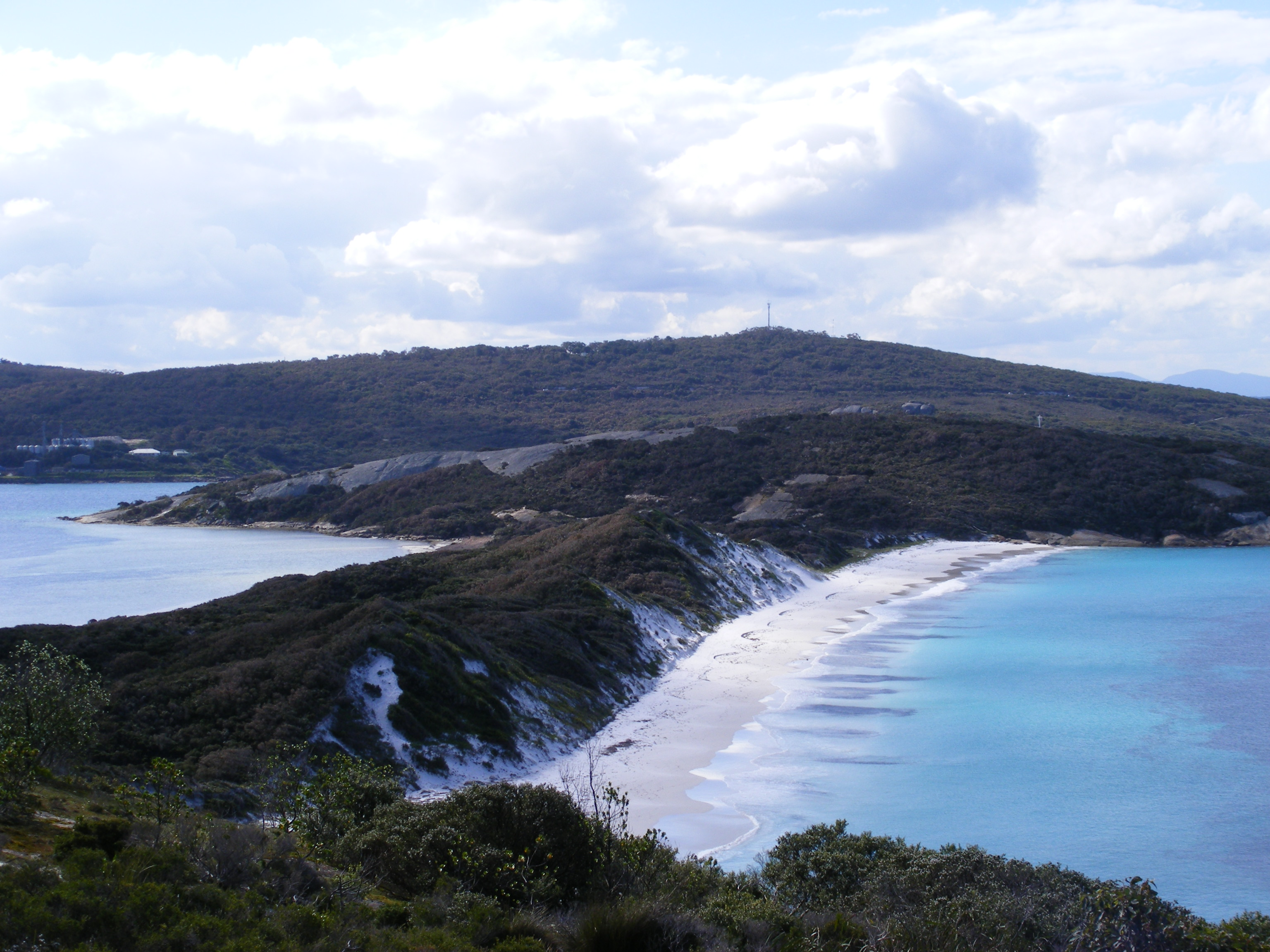
Tombolo près d'Oyster Harbour, Albany, Australie occidentale (35° 3′ 1,20″ S, 117° 55′ 3,40″ E)
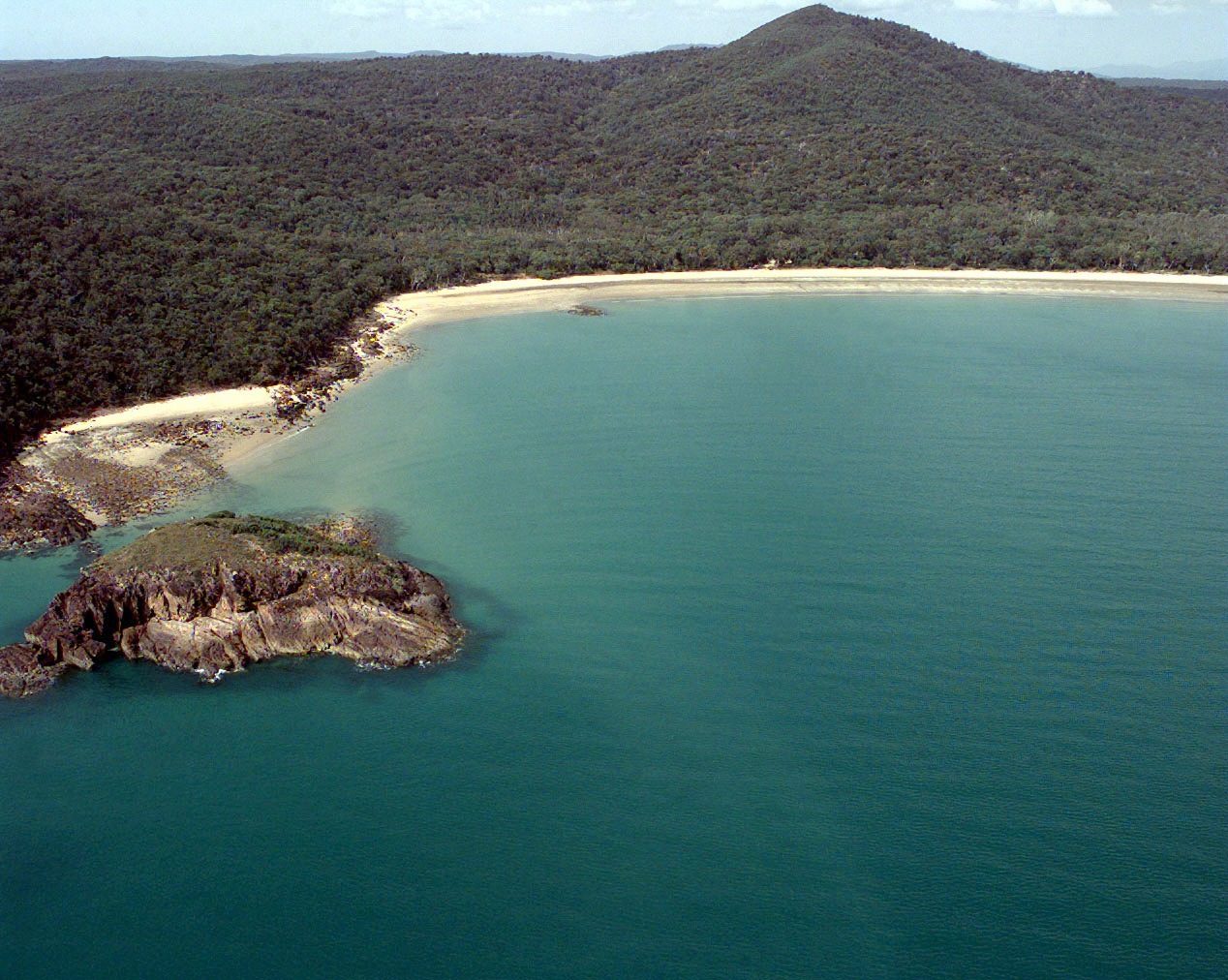
Freshwater Bay, Shoalwater Bay, Queensland : tombolo en formation
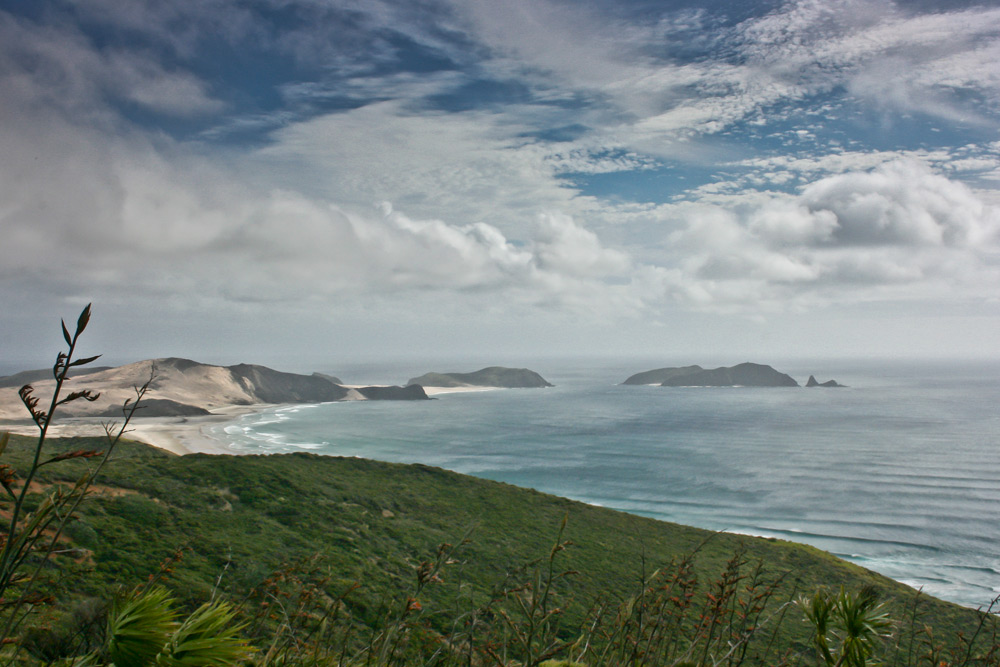
Succession de tombolos du cap Reinga, péninsule d'Aupouri, Nouvelle-Zélande

- Australie 
  - Barrenjoey Head - Shark point, près de Sydney, Nouvelle-Galles du Sud
  - Fingal Bay, Nouvelle-Galles du Sud
  - Mersey Point, Shoalwater, Queensland
  - Isthme Saint-Aignant, Alonnah Lunawanna, île Bruny, côte SE de la Tasmanie : North Bruny et South Bruny reliées par un tombolo
  - Maria island (SE de la Tasmanie)
- Nouvelle-Zélande :
  - Mount Maunganui, baie de Plenty
  - Péninsule d'Aupouri, isthme nord de 90 miles comportant plusieurs tombolos dont Cape Maria van Diemen (en)

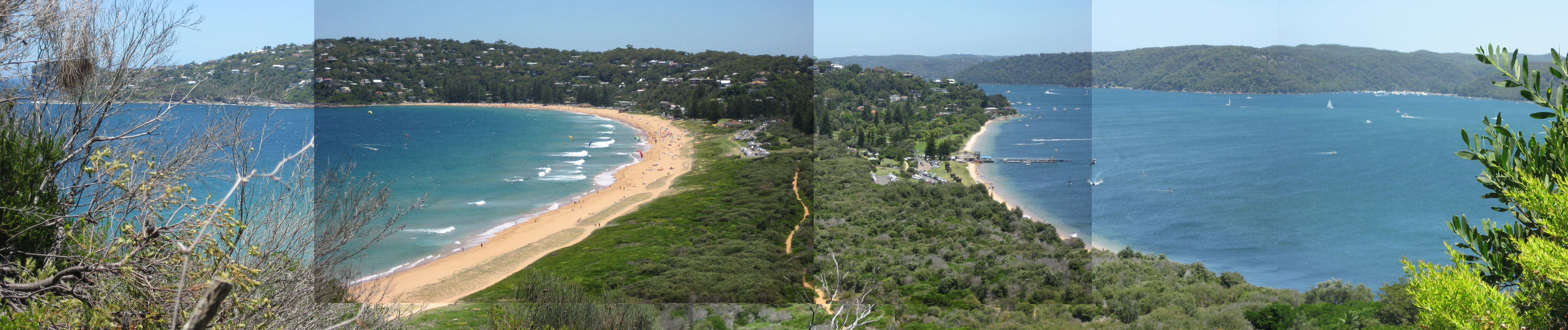
Palm Beach et Pittwater, Barrenjoey Head- Shark point, Nouvelle-Galles du Sud
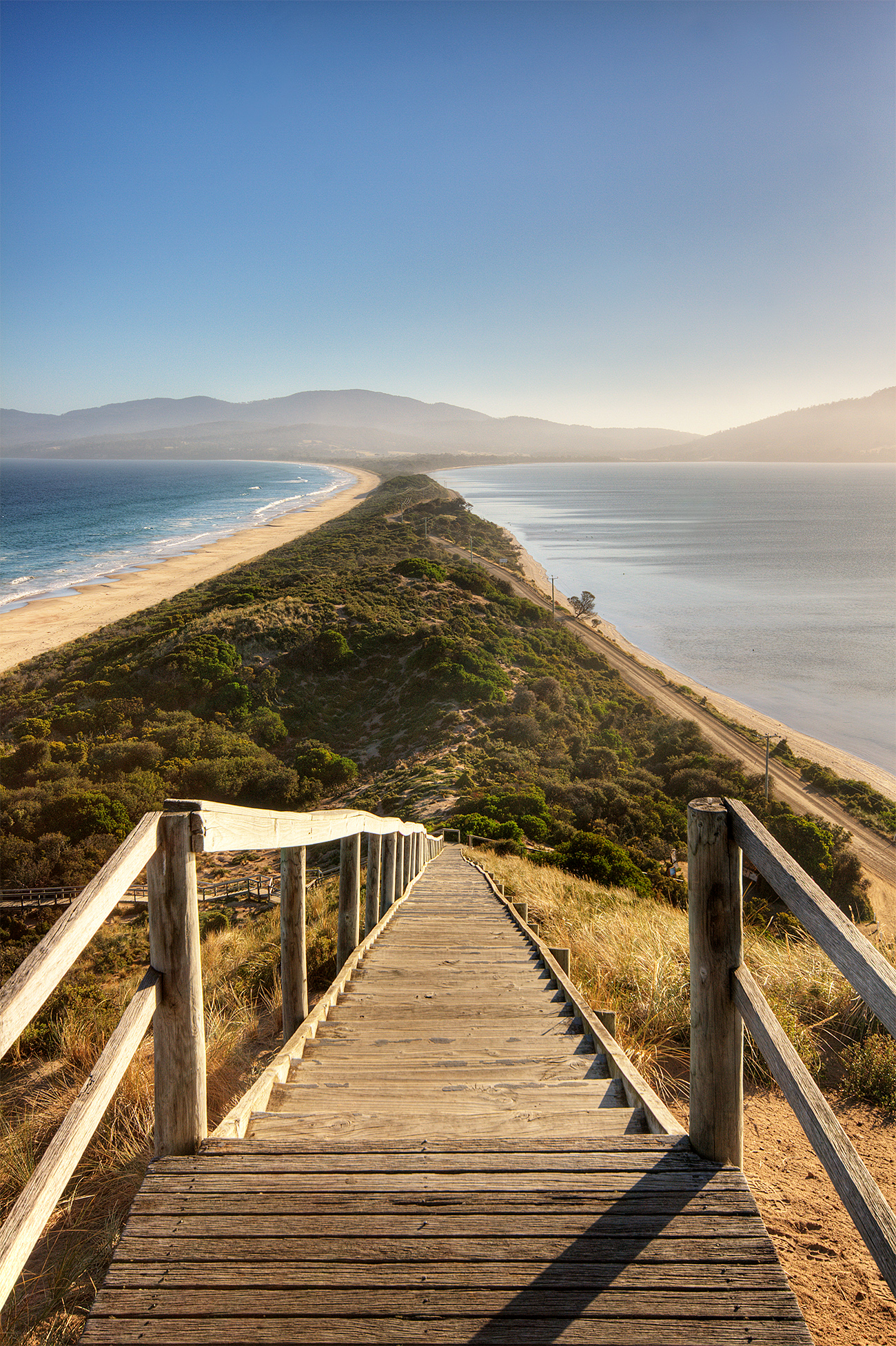
Isthme Saint-Aignant, île Bruny, SE de la Tasmanie
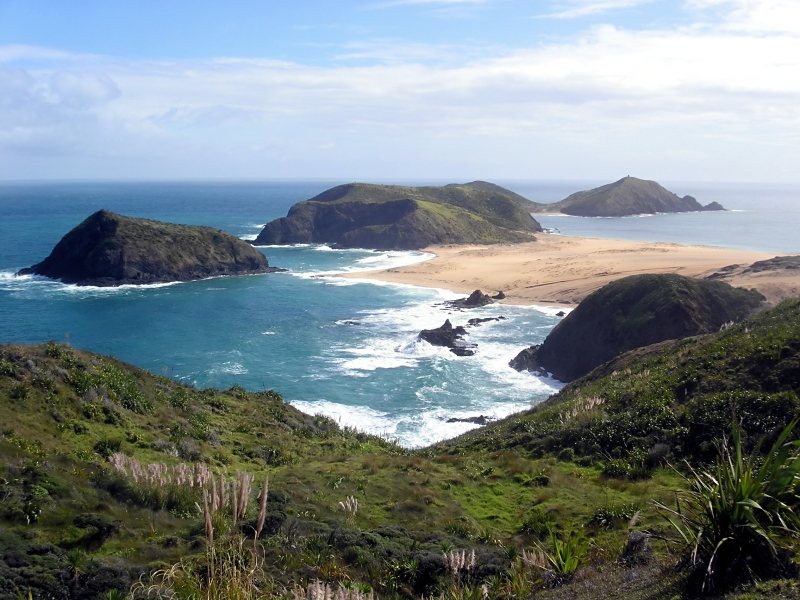
Cap Maria Van Diemen tombolo, cap Reinga, péninsule d'Aupouri, Nouvelle-Zélande